# 7087 Lewotsky
A 7087 Lewotsky (ideiglenes jelöléssel 1991 TG4) egy kisbolygó a Naprendszerben. Eleanor F. Helin fedezte fel 1991. október 13-án.